# Alphen-aquaduct
Het Alphen-aquaduct is een aquaduct in de Gouwe over de N11 bij Alphen aan den Rijn. Het aquaduct werd in 1998 opengesteld voor het verkeer.
Hefbrug Gouwesluis ·
Gouwespoorbrug ·
Alphen-aquaduct ·
Hefbrug Boskoop ·
Hefbrug Waddinxveen ·
Amaliabrug ·
Gouwe-aquaduct ·
Coenecoopbrug ·
Lage Gouwespoorbrug ·
Hoge Gouwespoorbrug ·
Julianasluisbrug Noord ·
Julianasluisbrug Zuid